# Канал ди Миди
Канал ди Миди (фр. Canal du Midi, оксит. Canal de las Doas Marsa, што значи „Канал два мора") је 360 km дуг канал у јужној Француској. Канал иде од града Тулузе до средоземне луке Сет која је основана да служи као источни крај канала. Од Тулузе спаја се са реком Гароном и на тај начин чини Канал два мора чиме се спајају Атлантик и Средоземно море. 
Чини га око 328 објеката (преводнице, аквадукти, мостови, тунели и сл.) и један је од најзначајнијих подвига грађевинарства модерног доба. Изграђен је између 1667. и 1694. године, и утро је пут за индустријску револуцију јужне Француске. Идејни творац и градитељ канала Пјер-Пол Рике, створио је техничко достигнуће које представља уметничко дело, захваљујући дизајну и начину на који су се грађевине стопиле са околином. Због тога је 1996. године овај канал уписан у УНЕСКОву Листу Светске баштине.
- Канал ди Миди у Тулузи
- Мост преко Канала ди Миди у Безијеу
- Први каналски тунел у Маплу
- Канал ди Миди 2006.
- Положај Канала ди Миди